# Urriolagoitia (Chuquisaca)
Urriolagoitia ist eine Ortschaft im Departamento Chuquisaca im südamerikanischen Andenstaat Bolivien.

## Lage im Nahraum
Urriolagoitia liegt in der Provinz Belisario Boeto und ist zentraler Ort im Cantón Urriolagoitia im Municipio Villa Serrano. Die Ortschaft liegt auf einer Höhe von 1999 m an der Mündung des Río Netu Pampa in den Río Pescado.

## Geographie
Urriolagoitia liegt zwischen dem Altiplano und dem bolivianischen Tiefland im Höhenzug der bolivianischen Cordillera Central. Das Klima ist warm-gemäßigt und ein typisches Tageszeitenklima, bei dem die Temperaturunterschiede im Tagesverlauf stärker schwanken als im Jahresverlauf.
Die Jahresdurchschnittstemperatur in der Region liegt bei gut 17 °C (siehe Klimadiagramm Villa Serrano), die Monatsdurchschnittswerte schwanken zwischen 14 °C im Juni/Juli und 19 °C von November bis Januar. Der Jahresniederschlag beträgt 640 mm und weist vier aride Monate von Mai bis August mit Monatswerten unter 10 mm auf, und eine deutliche Feuchtezeit von Dezember bis Februar mit Monatsniederschlägen zwischen 100 und 130 mm.

## Verkehrsnetz
Urriolagoitia liegt in einer Entfernung von 211 Straßenkilometern östlich von Sucre, der Hauptstadt des Departamentos Chuquisaca.
Von Sucre aus führt ein Abschnitt der 1000 Kilometer langen Nationalstraße Ruta 6 (Bolivien) in südöstlicher Richtung 187 Kilometer über die Städte Yamparáez, Tarabuco, Zudáñez und Tomina nach Padilla und dann weiter ins Tiefland. In Padilla zweigt eine Landstraße in nördlicher Richtung ab, die über 27 Kilometer nach Villa Serrano führt. Man folgt dieser Straße jedoch nur 17 Kilometer und biegt nach Osten auf eine Straße ab, die den Höhenzug östlich von Villa Serrano durchschneidet und Urriolagoitia nach sieben Kilometern erreicht.

## Bevölkerung
Die Einwohnerzahl der Ortschaft ist in dem Jahrzehnt zwischen den beiden letzten Volkszählungen um fast die Hälfte angestiegen:
| Jahr | Einwohner         | Quelle       |
| ---- | ----------------- | ------------ |
| 1992 | keine Detaildaten | Volkszählung |
| 2001 | 101               | Volkszählung |
| 2012 | 145               | Volkszählung |
| 2024 |                   | Volkszählung |

Die Region weist einen gewissen Anteil an Quechua-Bevölkerung auf, im Municipio Villa Serrano sprechen 29,1 Prozent der Bevölkerung Quechua.